# Markus Kupka

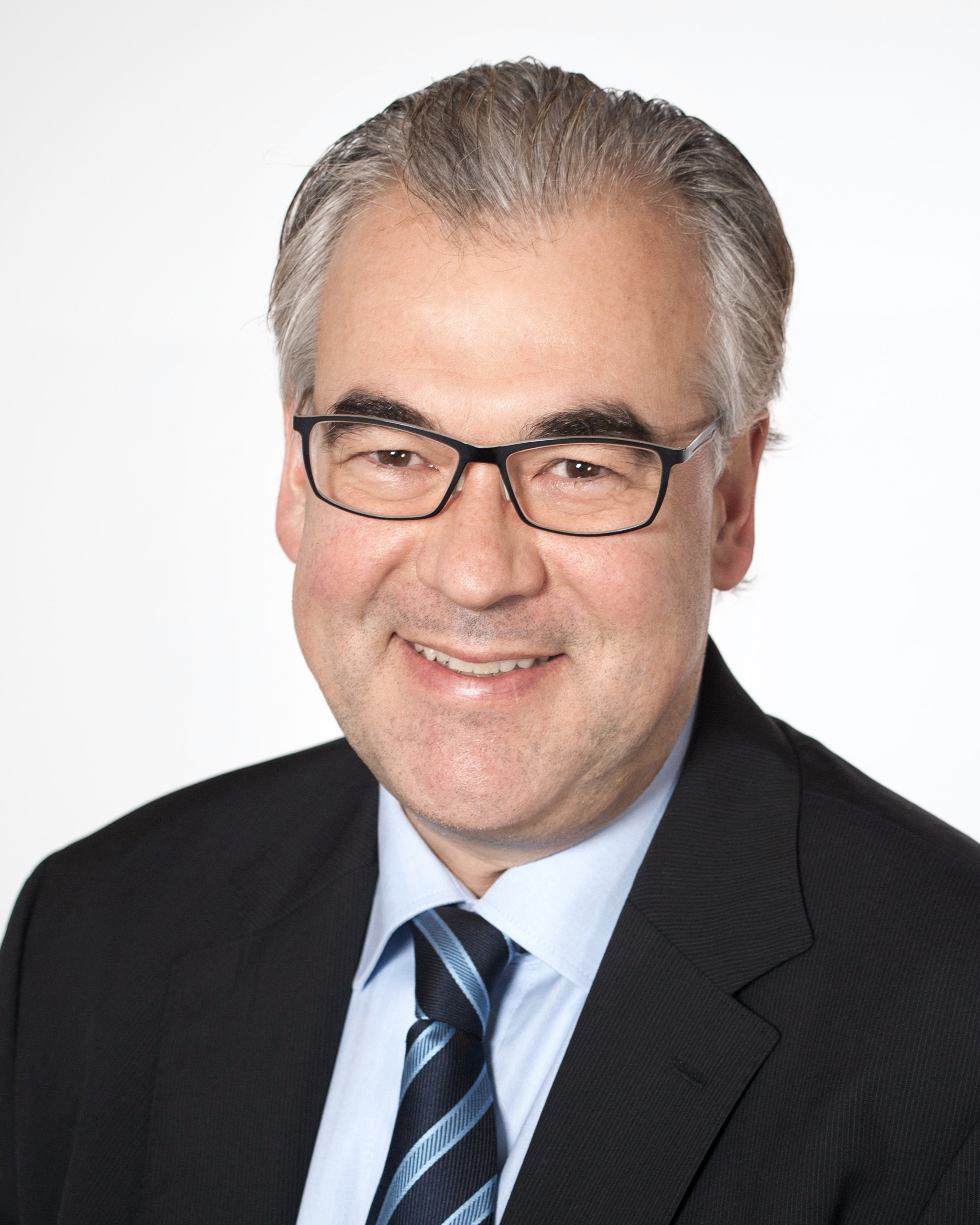
Prof. Dr. med. Markus S. Kupka

Markus Simon Kupka (* 22. August 1964 in Bonn) ist ein deutscher Reproduktionsmediziner.

## Leben
Kupka ist Sohn des Gynäkologen Horst-Werner Kupka und der Schauspielerin und Schriftstellerin Ina Kupka. Er absolvierte 1983 das Abitur in Düsseldorf. 1983/1984 leistete er in Hamburg und Köln seinen Wehrdienst bei der Luftwaffe ab. Anschließend studierte er bis 1991 Medizin an der Universität zu Köln, der Eberhard Karls Universität Tübingen und der Rheinischen Friedrich-Wilhelms-Universität. 1985 nahm er an der ersten Jahrestagung der European Society of Human Reproduction and Embryology in Bad Godesberg teil. 1993 promovierte er mit der Dissertation Gonadotropin-Stimulation und in-vitro-Fertilisation mit dem GnRH-Agonisten Decapeptyl-depot zum Doktor der Medizin. Dabei wurde er durch den Promotionspreis der Werner-Gehring-Stiftung unterstützt.

## Wissenschaftlicher Werdegang
1991 begann Kupka seine berufliche Ausbildung als wissenschaftlicher Mitarbeiter am Universitätsklinikum Bonn unter der Leitung von Dieter Krebs. 1997 legte er die Facharztprüfung für Gynäkologie und Geburtshilfe ab; 1998 erlangte er das Zertifikat für Brachytherapie. 1999 absolvierte er eine Weiterbildung zum Thema Gynäkologische Endokrinologie und Reproduktionsmedizin. 2001 wurde Kupka die Zusatzbezeichnung für Medizinische Informatik von der Ärztekammer Nordrhein-Westfalen, Düsseldorf verliehen.
Gefördert durch die Deutsche Forschungsgemeinschaft und ein Stipendium der B.-Braun-Stiftung arbeitete Kupka 2001 bis 2002 am Centers for Disease Control and Prevention (Atlanta) und an der University of Alabama (Birmingham). 
2002 wurde er Leiter der Gynäkologischen Endokrinologie und Reproduktionsmedizin am Klinikum der Universität München. 2005 wurde Kupka die Lehrbefugnis für das Fachgebiet Gynäkologie und Geburtshilfe erteilt. 2011 wurde er außerplanmäßiger Professor der Ludwig-Maximilians-Universität München.

## Mitgliedschaften
Kupka leitete 2013 bis 2015 das europäische Register für Reproduktionsmedizin (The European IVF Monitoring Consortium (EIM)). Seit 2019 ist er Vertreter im Welt-IVF-Register (International Committee Monitoring Assisted Reproductive Technologies, ICMART). Seit 2002 ist er Mitglied im Kuratorium des Deutschen IVF-Registers (DIR), 2007 bis 2012 war er dessen Vorstand. Weiterhin leitete er die Arbeitsgemeinschaft für Informationsverarbeitung in der Gynäkologie und Geburtshilfe (AIG). Seit 2000 ist er Mitglied im wissenschaftlichen Beirat der Deutschen Schilddrüsen-Liga und seit 2021 dort im Vorstand tätig. Von 2006 bis 2012 war er Vorstandsmitglied im Berufsverband Reproduktionsmedizin Bayern (BRB) und von 2009 bis 2013 Mitglied im Leitungsteam des Netzwerks FertiPROTEKT. Seit 2017 ist Kupka Vorsitzender des Berufsverbandes Hamburger Reproduktionsmediziner (BHR) und seit 2019 Vorsitzender der Kommission Reproduktionsmedizin der Ärztekammer Hamburg.
Seine Forschungsschwerpunkte sind die Entwicklung und Nutzung klinisch relevanter Instrumente der Qualitätssicherung in der humanen Reproduktionsmedizin unter besonderer Berücksichtigung informationstechnologischer Werkzeuge und epidemiologischer Analysen.

## Schriften
- Markus Simon Kupka (Hrsg.) Reproduktionsmedizin - Zahlen und Fakten für die Beratung, Elsevier-Verlag 1. Auflage, April 2021
- M. S. Kupka, A. Pinborg: Non-ART surveillance in: Assisted Reproductive Technology Surveillance Editors: Kissin DM, Adamson GD, Chambers G, De Geyter C. Cambridge University Press, 2019
- M. S. Kupka, K. Hancke: Reproduktionsmedizin in: Facharzt-Leitfaden Gynäkologie 2. Auflage Elsevier GmbH Urban&Fischer Verlag, 2016
- M. S. Kupka: Sterilität und Infertilität in: Duale Reihe Gynäkologie und Geburtshilfe Hrsg.: Dr. Weyerstahl 4. Auflage Thieme Verlag, 2012